# Wind Telecomunicazioni
Wind Telecomunicazioni S.p.A., més coneguda com a Wind, va ser una empresa italiana de telecomunicacions del grup VimpelCom, que oferia serveis de telefonia mòbil i, a través d'Infostrada, també serveis de telefonia fixa, Internet i IPTV.
Va ser fundada l'1 de desembre de 1997 per Enel, France Télécom i Deutsche Telekom, i després va passar el 2005 sota el control de Weather Investments, que el 2011 passarà a formar part del grup VimpelCom.
El 31 de desembre de 2016 es va completar la fusió entre Wind i 3 Italia en Wind Tre. Aquest projecte de fusió, dut a terme per VimpelCom i CK Hutchison Holdings, preveia la creació d'una empresa conjunta a parts iguals per combinar serveis de telefonia a Itàlia. Tanmateix, la marca Wind va romandre activa fins al 16 de març de 2020, quan va ser substituïda per la marca única Wind Tre.
Wind tenia 21,6 milions de clients mòbils amb una quota de mercat del 22,9% (situant-se darrere de TIM i Vodafone) i 2,8 milions de clients de línia fixa amb una quota de mercat del 13,2% (cosa que la converteix en el segon operador de línia fixa més gran, darrere de TIM). L'empresa prestava serveis a través d'una xarxa de 159 botigues pròpies i al voltant de 498 punts de venda franquiciats exclusius sota la marca Wind, així com 396 cadenes de botigues electròniques.

## Història
Wind va ser fundada l'1 de desembre de 1997 per Enel, France Télécom i Deutsche Telekom, que van vendre Wind el 2005 a Weather Investments.
El 1999, Olivetti ven Infostrada a Mannesmann i el 2001 passarà a ser propietat d'Enel, que la incorporarà el 2002 a Wind, que continuarà utilitzant la marca.
El 2006, el grup va nomenar Khaled Bichara com a director d'operacions de l'empresa.
El 2011, Wind va passar a formar part del grup VimpelCom, després d'una fusió entre l'empresa russa i l'egípcia Orascom Telecom: el nounat grup va nomenar Khaled Bichara president de Wind i Ossama Bessada CEO, després de la sortida de Luigi Gubitosi.
Wind va ser el tercer operador mòbil a unir-se al mercat italià, després de TIM (anteriorment SIP) i Vodafone (anteriorment Omnitel).
Wind havia operat una xarxa GSM (900/1800/E900), GPRS, EDGE, UMTS (videotrucades i banda ampla mòbil), HSPA i LTE. Mentre que la xarxa GSM/GPRS/EDGE està disponible gairebé a tot arreu, UMTS, HSPA i LTE encara s'estan expandint al país. Wind també ha estat el proveïdor exclusiu per a Itàlia d'i-mode.
L'abril de 2013, Wind va anunciar que invertiria 1.300 milions de dòlars en la construcció d'una xarxa de banda ampla mòbil de quarta generació (4G) per posar-se al dia amb els seus rivals TIM i Vodafone.
Durant el 2015 i el 2016, VimpelCom va estipular un acord entre CK Hutchison Holdings, propietari de 3 Italia, per a la creació d'una empresa conjunta a parts iguals a Itàlia.
El 31 de desembre de 2016, Wind es va fusionar amb 3 Italia per formar Wind Tre.
Malgrat la fusió, les marques Wind i Infostrada van continuar operant independentment de la marca 3 Italia en el sector privat.
El 23 de maig de 2017, Wind Business es va fusionar amb 3 Business, donant vida a Wind Tre Business, que combina tots els serveis dedicats a clients i empreses amb IVA.
El 16 de març de 2020, després de la fusió de les xarxes mòbils Wind-3 completada a finals de 2019, l'empresa va dur a terme un canvi de marca, substituint les antigues marques Wind i 3 Italia per la nova marca única Wind Tre, tant per a telefonia mòbil com per a telefonia fixa.

## Infostrada

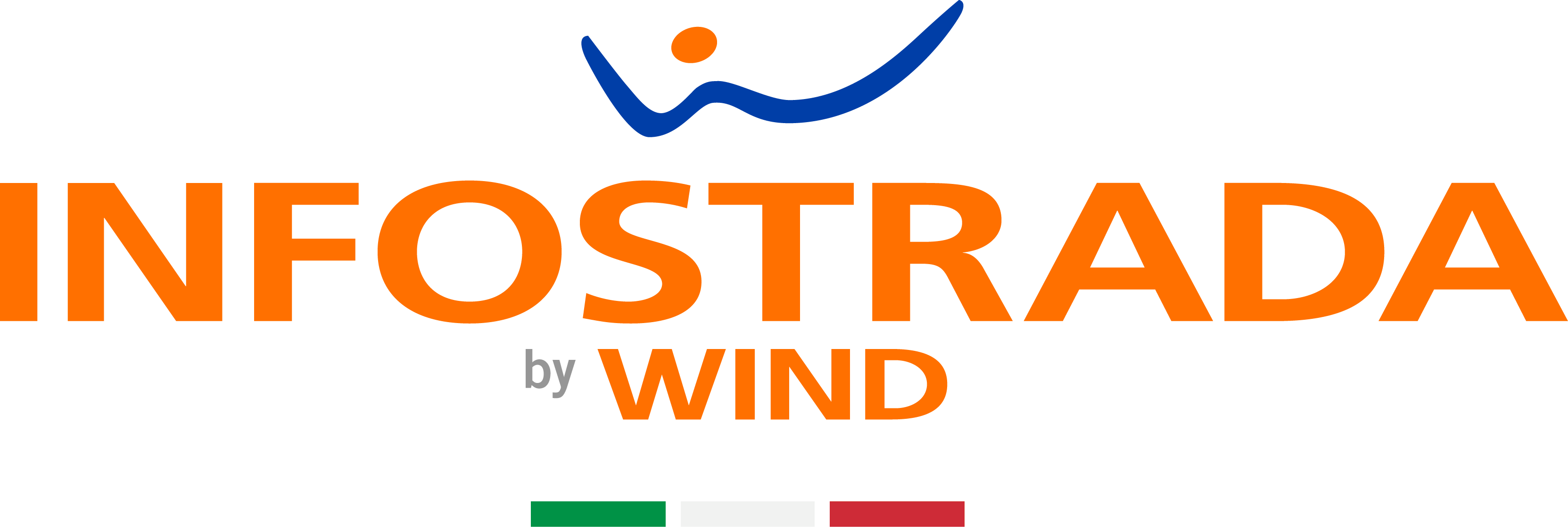
Infostrada

Infostrada S.p.A., més coneguda com a Wind Infostrada, era la filial de Wind que s'ocupava dels seus serveis de telefonia fixa, xDSL i fibra òptica.
Infostrada va néixer el 1996 d'un acord entre Olivetti Telemedia i Bell Atlantic, amb l'objectiu de competir amb Telecom Italia en el sector de la telefonia fixa.
A finals de 1996, l'empresa tenia 430 empleats i va tancar el primer exercici amb una facturació de 72.000 milions de lires.
El 1997, Mannesmann va prendre el relleu del soci americà, controlant Infostrada a través de l'holandesa Olivetti Mobile Telephony Services, aleshores OliMan (50,1% Olivetti, 49,9% Mannesmann), que també es convertiria en accionista d'Omnitel.
El 1998, Infostrada va arribar a un acord amb Ferrovie dello Stato que preveu l'adquisició del dret d'accés a la infraestructura de la FS per a la instal·lació de cables telefònics i el dret d'ús de part dels cables de fibra òptica de la RFI (aproximadament 1770 km), durant 30 anys.
El 1999, Olivetti ven Infostrada a Mannesmann i el 2001 passarà a ser propietat d'Enel, que la incorporarà el 2002 a Wind, que continuarà utilitzant la marca.
El 31 de desembre de 2016, Wind es va fusionar amb 3 Italia per formar Wind Tre, i com també va passar amb Wind, la marca continuarà sent utilitzada per l'empresa fins al canvi de marca el març de 2020.